# Sergio Riesenberg
Sergio Riesenberg Friedmann (Santiago de Chile, 12 de septiembre de 1941) es un director artístico y cinematográfico chileno, con una carrera de 50 años en los principales canales de televisión de Chile. Es uno de los pioneros de la televisión en el país y estuvo a cargo muchos años de eventos como el Festival Internacional de la Canción de Viña del Mar, del cual fue director entre 1981 y 1990.

## Biografía
Nació en Santiago en el seno de una familia judía, hijo de Max Riesenberg Greenspund, músico, nacido en Rusia, nacionalizado chileno, y de Eva Friedmann Bordan, abogada de nacionalidad chilena. Su única hermana, Nora, es ingeniera comercial de la Universidad de Chile con posgrado en La Sorbonne (París, Francia)
Se casó con Ana María Vélez, arquitecta y modelo, con quien tuvieron dos hijas: Camila y Rafaela. Está divorciado desde 2002.

### Estudios
Comenzó sus estudios en el colegio Saint Gabriel's School y luego pasó al liceo Instituto Nacional donde terminó su enseñanza secundaria.
Sus estudios universitarios fueron en la Escuela de Teatro de la Universidad de Chile y en la Facultad de Comunicaciones de la Universidad Católica, donde se tituló de periodista.

## Carrera profesional, logros y premios
Su comienzo en televisión se inicia en Canal 13 de la Universidad Católica, mientras cursaba su primer año de periodismo; en dicha estación presentó en 1963 el programa Punto de reunión.
En 1964 pasa al entonces Canal 9, Corporación de Televisión de la Universidad de Chile (hoy Chilevisión), donde al año siguiente obtiene el galardón de Revista Ecran como el mejor director de televisión, premio entregado por primera vez en Chile. Por su trabajo en teleteatros comienza a recibir un sinnúmero de reconocimientos entregados por diarios y entidades gubernamentales. Al finalizar la década de 1960 asume como Director Artístico de dicha estación televisiva y luego como Director Ejecutivo de la misma.
Hit Parade era un programa de televisión chileno emitido por Canal 9 entre 1967 y 1970. Presentaba las canciones más populares del momento, aplicando el criterio de los rankings discográficos de la época. Desde su comienzo en septiembre de 1967 hasta 1969, Hit Parade era presentado por Sergio Riesenberg. Desde septiembre de 1969, la conducción del programa quedó a cargo de Pablo Aguilera.
Otro acierto importante de Sergio Riesenberg fue El Juego de la Verdad, programa de televisión chileno, emitido por el entonces Canal 9 desde el 10 de agosto de 1965 hasta el 5 de septiembre de 1973. Era un programa periodístico presentado por Igor Entrala, dirigido por Sergio Riesenberg y Antonio Freire. Es considerado uno de los programas periodísticos más exitosos en la televisión chilena.[cita requerida]
En 1970 estrenó su documental Crónica de una victoria, en el que registró desde el triunfo de Salvador Allende como Presidente hasta el momento en que lo proclama el Congreso Nacional de Chile, dos meses después. Este documental, aparte de su realización en castellano contó con versiones en diferentes idiomas: inglés, francés, italiano, alemán, portugués y sueco, países todos donde se exhibió.
Gracia y el forastero es una película coproducción de Chile y Argentina, filmada en Eastmancolor y dirigida por Sergio Riesenberg según su propio guion basado en la novela homónima de Guillermo Blanco que se estrenó en Chile el 12 de agosto de 1974 y que tuvo como actores principales a Enzo Viena, Jaime Azócar, Soledad Silveyra y Jaime Celedón.
Ese mismo año realiza la “Antología del cuento chileno” (premio del Consejo Nacional de Televisión)  y “Tres veces amor” (el primer filme de larga duración realizado para televisión). En 1976, luego de realizar la película “Gracia y el Forastero”, llega a Televisión Nacional de Chile,
En 1979 adapta la novela de Alberto Blest Gana, “Martín Rivas”, constituyéndose en el programa que más veces se ha repetido a través del tiempo. Con una duración de 6 capítulos, fue dirigida y escrita por Riesenberg, y protagonizada por Alejandro Cohen y Sonia Viveros.
Junto a lo anterior, durante la década de 1980 asume la dirección del Festival Internacional de la Canción de Viña del Mar, por el cual obtiene un Emmy al mejor director. Dicho Festival se emitía en directo (o en diferido) en diferentes lugares del mundo, especialmente en Latinoamérica y en los Estados Unidos.
En 1981 comienza a realizar musicales: “El Gran Baile”, “La Gran Noche”, “Permitido” (el primer café concert en televisión en Chile), “Sabor Latino” (el primer programa chileno que se vende al extranjero), recibiendo los premios al mejor programa y mejor director entregado por la Asociación de Cronistas de Espectáculos de Nueva York.[cita requerida]
Luego vienen “Amigos siempre amigos”, realizado en cada una de las regiones de Chile, con un especial con el grupo Los Jaivas grabado en territorio antártico, que figura en el libro de Record’s de Guinness como fenómeno único y especial.[cita requerida]
Finaliza su etapa en televisión con “Siempre Lunes”, su única realización que permaneció por tres temporadas consecutivas. Siempre Lunes fue transmitido por Televisión Nacional de Chile, conducido por Antonio Vodanovic y Susana Palomino, que estuvo en pantalla desde 1988 hasta 1993. Fue dirigido por Sergio Riesenberg entre 1988 y 1990.
En 1990 recibe el Premio Paramount Pictures, que ese año se realizó en Lima, Perú, que distingue a los más destacados actores, productores y directores del medio audiovisual.
En 1992, regresa al canal de televisión de la Universidad de Chile, donde ejerce los cargos de Gerente de Producción y Programación y de Director de Prensa.
Más tarde pasaría por La Red y vuelve a TVN siempre en puestos de ejecutivo. A la vez que dirige producciones internacionales en Miami (USA), Costa Rica, Panamá, Buenos Aires, Colombia y Venezuela.

## Carrera académica y literaria
Producto del fallecimiento de la menor de sus hijas en el año 2001, Riesenberg abandona la televisión activa para centrar su esfuerzo como académico de diferentes universidades: Universidad Diego Portales, Universidad Mayor, Universidad Santo Tomás y UNIACC, entre otras.
Escribió el texto de estudios “Televisión, la dinámica seducción del tiempo presente”, para la Universidad Diego Portales y “Medio Siglo de televisión” para Universidad UNIACC
Algunas de sus obras como dramaturgo son:
- “La otra cara del sábado” (Premio Escuela de Teatro, Universidad de Chile),
- “Baile de despedida”,
- “El 10 del Esperanza”,
- “Cuando termine el verano” (Premio Instituto del Teatro de la Universidad de Chile -ITUCH- que fue dirigida por Franklyn Caicedo)
- “Amanecer”

Su primera novela “En aquel tiempo, el verde” ha tenido varias reediciones.
Luego vinieron “Todos Nosotros” y “Francisca, Pablo y…”
En estos últimos años su producción ha sido más frecuente: “Pequeños Grandes Detalles” en el 2019   y “El silencio del mañana” en 2020 – 2021 .